# Кастильский совет

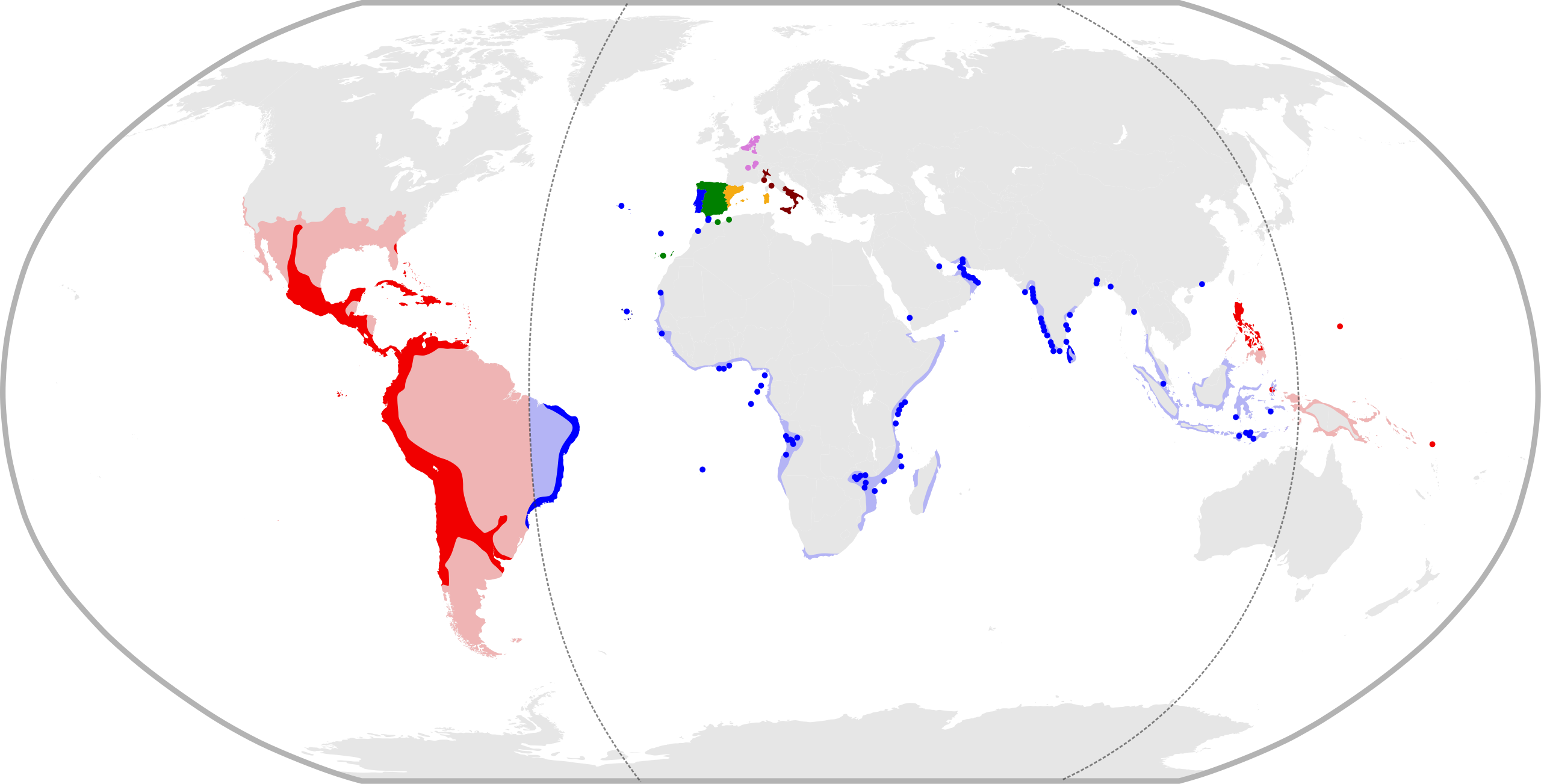
Карта испано-португальской империи 1598 года.
Территории, управляемые Кастильским советом
Территории, управляемые Арагонским советом
Территории, управляемые Португальским советом
Территории, управляемые Итальянским советом
Территории, управляемые Советом Индий
Территории, управляемые Верховным советом Фландрии

Кастильский совет (исп. Real y Supremo Consejo de Castilla), ранее известный как Королевский совет (исп. Consejo Real), был руководящим органом и ключевой частью правительства Кастилии, уступающим лишь самому монарху. Он был создан при королеве Изабелле I в 1480 году в качестве главного органа, занимающегося административными и судебными вопросами королевства. С восшествием в 1516 году короля Карла I (впоследствии императора Священной Римской империи Карла V) на трон как Кастилии, так и Арагона, Королевский совет стал известен как Кастильский совет, потому что, помимо Кастилии, Карл был королем многих других владений, в то время как Совет отвечал только за Кастилию.
В периоды, когда монарха не было вообще, он временно отсутствовал либо был не в состоянии править, Королевский совет правил вместо него как регентский совет. Власть Совета сильно ослабла в 19 веке; несколько раз он был упразднён и вновь восстановлен, прежде чем окончательно распался.

## История

### Происхождение
Самая ранняя форма Королевского совета была создана в конце четырнадцатого века в 1385 году королём Хуаном I после катастрофического поражения в битве при Алжубарроте. Он состоял из 12 членов — по четыре от духовенства, городов и знати. В 1442 году дворянство усилило свое влияние на Совет, добавив в качестве титульных членов Совета множество дворян. Теперь совет состоял из шестидесяти участников.

### При католических королях: централизация
Этот Совет был довольно неэффективен, и католические короли, король Арагона Фердинанд II и Изабелла I, старались изменить его в своем стремлении централизовать страну и привести его в соответствие с национальными интересами, а не интересами знати. В 1480 году в кортесах Толедо они приняли акт, который позволял Фердинанду и Изабелле напрямую назначать чиновников Совета, вместо того, чтобы позволять править независимым и неконтролируемым дворянам. Королевский совет должен был как контролировать королевскую армию, так и разрешать налоговые споры, что обеспечивало более надёжную защиту дворян под контролем Короны.
В новым составе реформированного Совета были: президент, казначей, церковный прелат, три кабальерос (часто мелкие дворяне) и от восьми до десяти летрадос (юристов). Главными обязанностями Совета было:
- Консультировать Корону по вопросам назначений, как военных, так и гражданских;
- До создания Совета Индий контролировать работы, проекты, экспедиции и планы по колонизации по заказу кастильского правительства в Старом и Новом Свете;
- Предлагать Короне своё мнение и суждение в отношении предоставления пенсий, вознаграждений и различных льгот;
- Служить верховным судом Королевства Кастилии;
- Следить, чтобы все члены Совета подписывали все юридические документы, которые каким-либо образом влияли на дела Короны, включая подробные повседневные правительственные решения.

Чтобы не допустить попадания Совета под контроль крупных дворянских династий, как это произошло с первоначальным королевским советом, не назначенным в Совет дворянам разрешалось посещать его заседания, но без права голоса. Результатом стало то, что Совет и его бюрократия состояли в основном из «новых людей»: мелкого дворянства, горожан и гражданских магистратов.
После смерти королевы Изабеллы в 1504 году Королевский совет начал разлагаться под влиянием дворянства. Король Филипп I оказался неэффективным правителем, который правил только два года; после него правительство теоретически перешло к дочери Фердинанда и Изабеллы, королеве Хуане I из Кастилии, и её шестилетнему сыну Карлу из Гента, будущему императору Карлу V. Хуану считали некомпетентной правительницей, а Карла слишком молодым. Архиепископ Сиснерос правил в течение короткого времени в качестве регента, но проводил бо́льшую часть своего времени, просто пытаясь сплотить национальное правительство и противодействуя козням дворянства.
Затем Сиснероса сменил отец Хуаны, король Фердинанд II, чьи претензии на правление Кастилией после смерти его жены было довольно слабыми, но другого действенного выхода, кроме его регентства, не было. Фердинанд часто отсутствовал в Кастилии, живя в Арагоне, и в эти периоды Королевский совет управлял его делами. При Фернанде Совет стал ещё более коррумпированным и неэффективным. Дворяне незаконно расширяли свои владения силой, посылая солдатов «возвращать» земли, принадлежащие королевскому правительству или свободным крестьянам. Коррумпированный Совет обычно игнорировал эти инциденты, позволяя дворянам свободно обогащаться.

### Карл I из Габсбургов: бунт и реформа
После смерти Фердинанда в 1516 году Сиснерос вновь некоторое время был регентом, а затем был коронован Карл I, достигший совершеннолетия. Тем не менее, молодой король в то время почти полностью находился под влиянием фламандских советников, таких как Гийом де Крой, и поначалу не предпринимал никаких попыток изменить Совет. Кроме того, новое правительство Карла налагало высокие налоги и требования на Кастилию, а его амбиции простирались на всю Европу. Карл, в 1519 году ставший императором Священной Римской империи под именем Карл V, был королём Испанской империи, одной из крупнейших империй в европейской и мировой истории — «империи, над которой никогда не заходит солнце». Епископ Бадахосский, Руис де ла Мота, бывший влиятельным членом Королевского совета, объявил кортесам Ла-Коруньи, что Кастилия должна стать «сокровищницей и мечом» империи.
Когда Карл покинул Испанию в 1520 году, против королевского правительства вспыхнуло восстание комунерос. Большая часть их жалоб была направлена против Совета — представители радикально настроенных приходов Вальядолида были единодушны в своём мнении, обвиняя в проблемах королевства «плохое управление» Совета. В отсутствие Карла Королевский совет возглавил силы роялистов против мятежников. Карл оставил в качестве регента голландского кардинала Адриана, по большинству свидетельств достойного правителя, обременённого сложной ситуацией. Бо́льшая часть Королевского совета выступала за жесткое наказание повстанцев. В частности, за это ратовал ненавистный президент Совета Антонио де Рохас. Эти репрессии имели неприятные последствия и ускорили распространение восстания.
В конце концов повстанцы потерпели поражение, но Карл (который также повзрослел и дистанцировался от своих прежних советников) понял, что Совету крайне необходима реформа. Карл приступил к активным действиям по изменению Совета, сместив непопулярного Антонио де Рохаса и заменив его Хуаном де Тавера, архиепископом Сантьяго. Он также добавил трёх новых советников, Хуана Мануэля, Педро де Медина и Мартина Васкеса, и в целом стремился заменить дворян состоятельными землевладельцами и образованными юристами. Что ещё более важно, Карл изменил функции Совета. Королевский совет больше не занимался подавляющим большинством гражданско-правовых споров и дел, что позволило ему вместо этого сосредоточиться на руководстве. Судебные жалобы и апелляции теперь рассматривались новой и расширенной судебной системой — королевской аудиенсией. С восстановлением репутации Совета качество его назначенцев повысилось.
В какой-то момент в этот период времени Королевский совет стал известен как Кастильский совет. Это отражало тот факт, что его власть теперь распространялась только на Кастилию, а не на всю империю. С ростом зарубежных завоеваний Испании, по настоянию советника и близкого друга короля Меркурино Гаттинары, Кастильский совет был расширен и разделён. Между 1522—1524 годами Кастильский совет реорганизовал правительство Королевства Наварры, отправив в отставку его наместника, герцога Нахеры. Был создан Совет по финансам (Hacienda), а 1 августа Совет Индий (исп. Consejo Real y Supremo de las Indias) был отделён от Кастильского совета. Тридцать лет спустя, в 1555 году, был образован Итальянский совет, ещё один потомок Кастильского совета. При Гаттинаре также был создан Consejo de la Camara de Castilla, внутренний круг Кастильского совета. Consejo состоял из трёх или четырёх доверенных членов совета, которые имели право принимать непопулярные решения и обсуждать секретные вопросы.

### После Карла I: известность и упадок

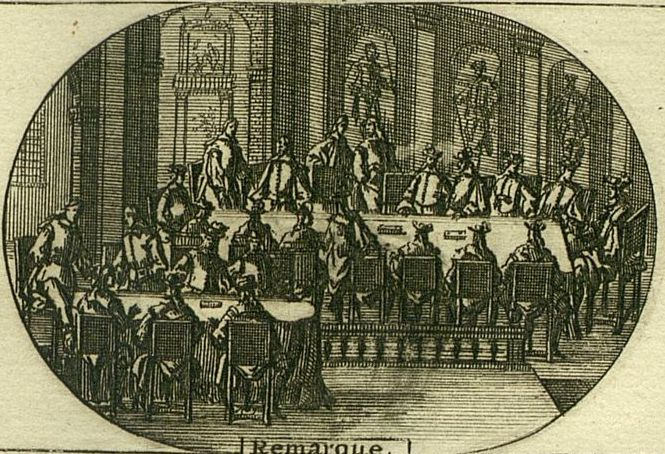
Кастильский совет. Гравюра 1719 года

Королевский совет вновь занял видное место во время правления короля Карла II в 1665—1700 годах, так как Карл II был невменяемым. После войны за испанское наследство и декретов Нуэва-Планта Испания ещё больше централизировалась. Правительство Кастилии стало доминирующим не только в самой Кастилие, но и бывшей Арагонской короне. Во времена просвещённого деспотизма Карла III и Карла IV Кастильский совет также играл заметную роль. Совет был упразднён в 1812 году кадисскими кортесами, восстановлен в 1814 году Фердинандом VII и окончательно упразднён Изабеллой II в 1834 году.